# Antoine d’Amboise

Wappen der Familie d’Amboise

Antoine d’Amboise, sieur de Neuilly d’Amboise (* 1605; † 2. Dezember 1650 in Paris), war der Sohn von François d’Amboise, Maître des requêtes von König Henri IV, und Enkel von Jean d’Amboise, Kammerherr und Leibarzt des Königs.

## Militärische Karriere
Im Jahr 1625 trat er in das „Régiment de Plessy-Joigny“ ein, welches dann zum Régiment de Touraine wurde. Im Juli 1627 kommandierte er eine Kompanie während der Belagerung von La Rochelle.
1629 wurde er zum „Lieutenant de l’artillerie de France“ und zum Gouverneur des Arsenals ernannt.
Im Jahre 1635 war er als Mestre de camp à la suite des Régiment de Touraine unter Henri II. de Rohan am Feldzug in das Veltlin beteiligt.

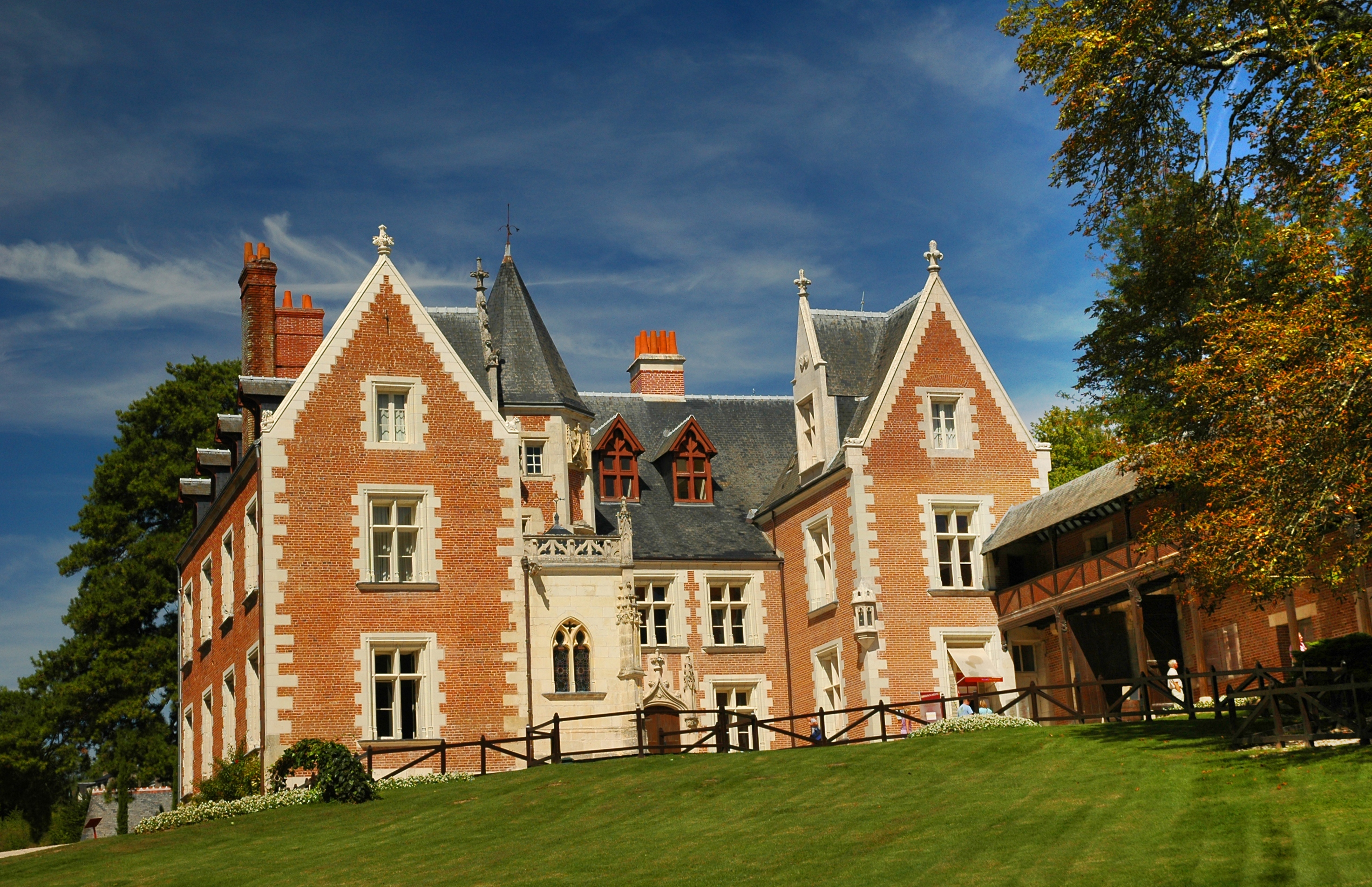
Schloss Clos Lucé in Amboise

Zwischen 1637 und 1643 nahm er an verschiedenen Feldzügen teil und machte besonders im Gefecht bei Cencio, bei der Belagerung von Chivasso, von Evrée, von Tortosa und im Gefecht bei Salces – in der er verwundet wurde – auf sich aufmerksam.
Im Juli 1639 übernahm er das Kommando über das Regiment, nachdem der bisherige Mestre de camp-lieutenant, Isaac Frézeau, marquis de La Frézelière, vor Hesdin gefallen war.
Vor der Festung Trino konnte er sich erneut auszeichnen und wurde mit den Worten Der Mestre de camp d’Amboise fiel durch seine Festigkeit und durch den Schwung auf, den er der Welt geben konnte lobend erwähnt.
Am 24. August wurde er von König Ludwig XIII. zum Maréchal de camp befördert (mit Gültigkeit ab dem 30. August 1643) und zum Gouverneur der Zitadelle von Trino ernannt. Am 1. August 1648 wurde er im Gefecht bei Vercelli erneut verwundet.
Im Jahre 1649 kehrte d’Amboise mit seinem Regiment nach Frankreich zurück und wurde bei der Bekämpfung der Fronde eingesetzt. Nach seinem Tod im Dezember des folgenden Jahres ging das Kommando über das Regiment als Mestre de camp en second an seinen erst dreijährigen Sohn, Charles-Jules de Neuilly d’Amboise, über.

## Familie
Am 20. Oktober 1632 heiratete er Anne de la Hillière, Tochter von Jean de la Hillière, Gouverneur von Herrschaft Amboise und von Schloss Amboise. Deren Großmutter mütterlicherseits war Antoinette de Montmorency, ihr Großvater väterlicherseits Michel de Gast, Günstling von König Henri III.

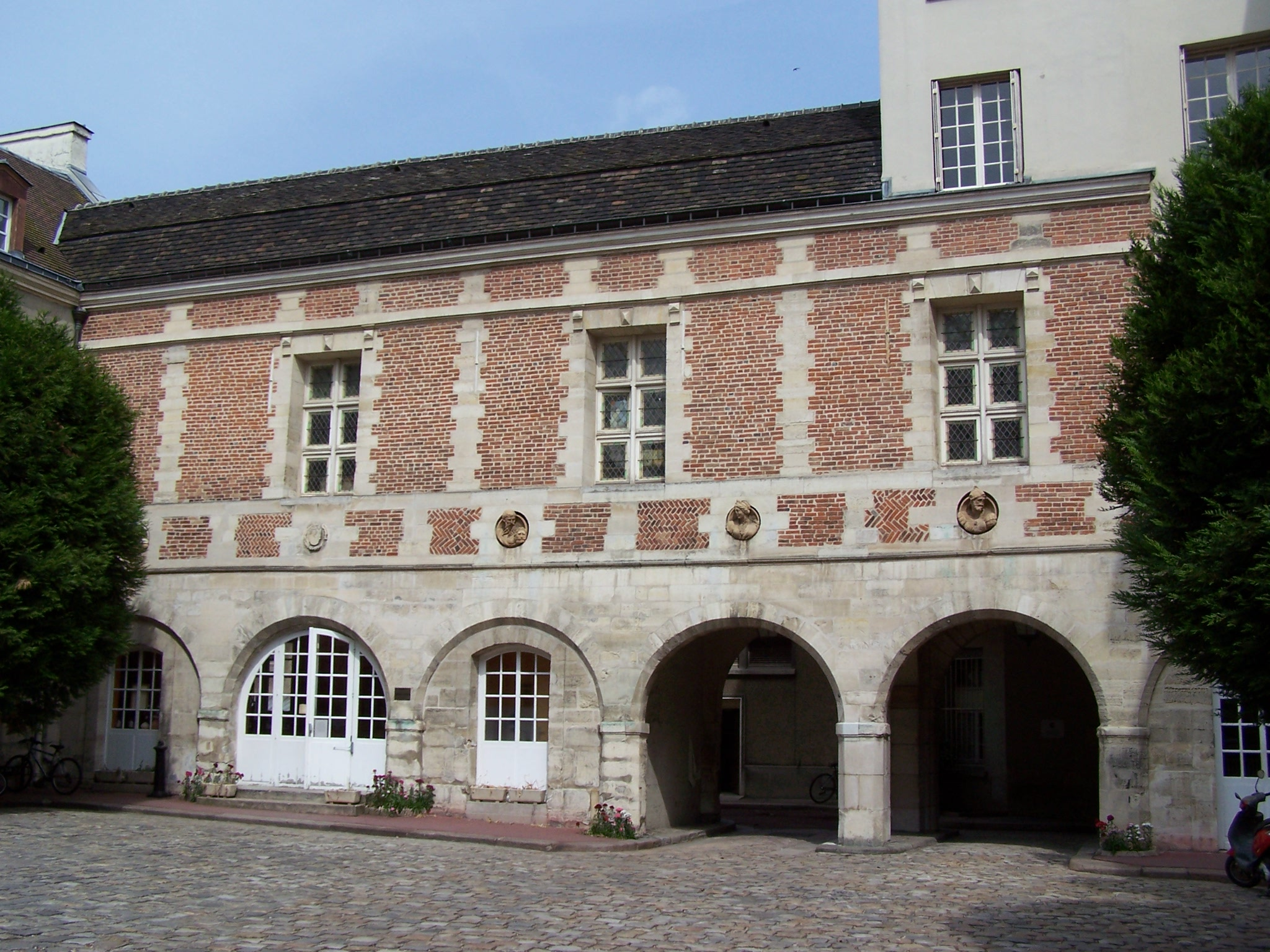
Innenhof des Hôtel Scipion

In Paris erwarb er das „Hôtel Scipion“, das von dem Finanzier und Bankier Scipion Sardini erbaut worden war.
Kurze Zeit nach seiner Hochzeit tauschte er das Hôtel Scipion gegen den Landsitz Clos-Lucé in Amboise.
Am 14. August 1647 wurde sein Sohn und einziger Nachkomme Charles-Jules d’Amboise geboren. Dessen Taufpatin war Christina von Frankreich, er wurde ein Schützling von Kardinal Mazarin.
Antoine de Neuilly d’Amboise starb am 2. Dezember 1650 in Paris.